# Florent Serra
Florent Lucien Serra (ur. 28 lutego 1981 w Bordeaux) – francuski tenisista.

## Kariera tenisowa
Treningi tenisowe Serra rozpoczął jako siedmiolatek. Przez dłuższy czas łączył występy turniejowe (na szczeblu imprez rangi ITF Men's Circuit i ATP Challenger Tour) ze studiami ekonomicznymi w Bordeaux.
Jako zawodowy tenisista występował w latach 2000–2015.
W głównym cyklu rozgrywek zawodowych ATP World Tour debiutował w styczniu 2003 roku w Adelaide. Pierwszy znaczący sukces odniósł we wrześniu 2005 roku wygrywając turniej w Bukareszcie, po zwycięstwie w finale nad Igorem Andriejewem. W styczniu 2006 roku Serra odniósł drugi turniejowy triumf, w Adelaide, gdzie w finale nie sprostał mu Xavier Malisse. W lipcu 2007 roku Francuz awansował po raz pierwszy do finału zawodów ATP World Tour w grze podwójnej, a dokonał tego w Gstaad, tworząc parę z Marcem Gicquelem. Spotkanie o tytuł przegrali z deblem František Čermák i Pavel Vízner. W kwietniu 2009 roku Serra dotarł do finału singla w Casablance, jednak w decydującym pojedynku uległ Juanowi Carlosowi Ferrero.
W rankingu gry pojedynczej najwyżej Serra był na 36. miejscu pod koniec czerwca 2006 roku, natomiast w klasyfikacji deblowej na 109. pozycji we wrześniu 2007 roku.

### Finały w turniejach ATP World Tour
| Legenda                                      |
| -------------------------------------------- |
| Wielki Szlem                                 |
| Igrzyska olimpijskie                         |
| Tennis Masters Cup / ATP Finals              |
| ATP Masters Series / ATP Tour Masters 1000   |
| ATP International Series Gold / ATP Tour 500 |
| ATP International Series / ATP Tour 250      |

#### Gra pojedyncza (2–1)
| Końcowy wynik | Nr | Data             | Turniej    | Nawierzchnia | Przeciwnik          | Wynik finału |
| ------------- | -- | ---------------- | ---------- | ------------ | ------------------- | ------------ |
| Zwycięzca     | 1. | 19 września 2005 | Bukareszt  | Ceglana      | Igor Andriejew      | 6:3, 6:4     |
| Zwycięzca     | 2. | 8 stycznia 2006  | Adelaide   | Twarda       | Xavier Malisse      | 6:3, 6:4     |
| Finalista     | 1. | 12 kwietnia 2009 | Casablanca | Ceglana      | Juan Carlos Ferrero | 4:6, 5:7     |

#### Gra podwójna (0–1)
| Końcowy wynik | Nr | Data          | Turniej | Nawierzchnia | Partner      | Przeciwnicy                   | Wynik finału   |
| ------------- | -- | ------------- | ------- | ------------ | ------------ | ----------------------------- | -------------- |
| Finalista     | 1. | 15 lipca 2007 | Gstaad  | Ceglana      | Marc Gicquel | František Čermák Pavel Vízner | 5:7, 7:5, 7–10 |